# Kalls socken
Kalls socken ligger i Jämtland, ingår sedan 1974 i Åre kommun och motsvarar från 2016 Kalls distrikt.
Socknens areal är 2 655,00 kvadratkilometer, varav 2 225,15 land. År 2000 fanns här 651 invånare.

## Administrativ historik
Kalls socken har medeltida ursprung. 
Vid kommunreformen 1862 överfördes ansvaret för de kyrkliga frågorna till Kalls församling och för de borgerliga frågorna till Kalls landskommun. Landskommunen uppgick 1974 i Åre kommun.
1 januari 2016 inrättades distriktet Kall, med samma omfattning som församlingen hade 1999/2000.  
Socknen har tillhört fögderier, tingslag och domsagor enligt vad som beskrivs i artikeln Jämtland. De indelta soldaterna tillhörde Jämtlands fältjägarregemente.

## Geografi
Kalls socken ligger i Jämtlands fjällområde kring sjöar i Indalsälvens vattensystem som Kallsjön, Juvuln, Torrön samt Anjan. Socknen har strandbygder vid sjöarna och vattendragen och är i övrigt en fjällbygd med höjder som i Sösjöfjällen når 1 246 meter över havet och i Skäckerfjällen 1 230.
Socknen genomkorsas av länsväg 336 (Järpen-Kalls kyrkby-Kallsedet-Åbo).
Kalls socken gränsar mot Verdals, Snåsa samt Lierne kommuner i Trøndelag fylke i Norge samt i sydväst mot Åre socken, i söder mot Undersåkers socken och i sydost respektive i öster mot Alsens socken och Offerdals socken.

### Byar/orter
| Ort  | Invånare  | Koordinater                                   | Övrig information | Bild |
| ---- | --------- | --------------------------------------------- | --- | ---- |
| Kall | 95 (2005) | 63°28′26″N 13°14′02″Ö / 63.47389°N 13.23389°Ö | Kall är en samlad administrativ beteckning för gårdarna Hårdlund, Mo, Nedgård, Prästbolet, Skogsbyn (Lilläng) och Västgård vid den nordvästra stranden av Kallsjön. Byns gamla kyrka härstammar från medeltiden. Den äldre kyrkan uppges ha varit en rektangulär salkyrka från 1300- eller 1400-talet som övergavs på 1860-talet när Kalls nya kyrka byggdes. Förutom kyrkan fanns skola skolhem, affär, post och pensionat. |      |

| Ort            | Byskylt vid väg | Koordinater                                   | Övrig information | Bild                                                                        |
| -------------- | --------------- | --------------------------------------------- | --- | --------------------------------------------------------------------------- |
|                |                 |                                               | Dessa orter är de som människor blivit kyrkoskrivna på sedan 1600-talet och som finns beskrivna i forskningsrapporten KALL 4 SEKEL. Andra geografiska benämningar bör samlas under annan rubrik såsom fäbodvallar etc. | Åren 1996-2008 fotograferades minst en kvarstående byggnad i respektive by. |
| Anjehem        |                 |                                               | |                                                                             |
| Back           |                 | 63°28′56″N 13°11′46″Ö / 63.48222°N 13.19611°Ö | Back/Backe/Backen är tre olika benämningar i kyrkoböckerna på byn vid den nordvästra stranden av den södra delena av Kallsjön. Grannbyar är Västgård och Grötom. |                                                                             |
| Baksjönäset    |                 |                                               | Numera benämnt Anjan Även kallat Kuckre |                                                                             |
| Beljom         |                 | 63°40′06″N 13°03′02″Ö / 63.66833°N 13.05056°Ö | Även stavat Bäljom, är en gård/by vid Kallsjöns nordöstra strand. Grannby är Böle. |                                                                             |
| Berge          |                 |                                               | Även Bergom |                                                                             |
| Bergsjöedet    |                 | 63°42′08″N 13°18′05″Ö / 63.70222°N 13.30139°Ö | Bergsjöedet är en gård/by vid den östra delen av sjön Juvuln. Även benämnt Bergsjö avradsland i kyrkoböckerna. |                                                                             |
| Björkede       | i.u.            | 64°02′32″N 12°56′18″Ö / 64.04222°N 12.93833°Ö | Björkede är en gård/by vid Järvströmmen strax innan utloppet i sjön Holdern vid norska gränsen. I området finns flera fångstgropsystem. |                                                                             |
| Blåmyran       |                 |                                               | |                                                                             |
| Bonäset        |                 | 63°24′40″N 13°21′56″Ö / 63.41111°N 13.36556°Ö | Hamnen vid Bonäset är en by vid Kallsjöns utflöde i Järpströmmen. Benämns nu Bonäshamn |                                                                             |
| Botten         |                 |                                               | |                                                                             |
| Brattorpet     |                 |                                               | |                                                                             |
| Brattäggen     |                 | 63°26′20″N 13°23′0″Ö / 63.43889°N 13.38333°Ö  | Även Bratteggen är en by vid den östra stranden av Kallsjöns södra delar. |                                                                             |
| Bränna         |                 |                                               | En gård vid infarten till Kolåsen. Nu fritidshus |                                                                             |
| Böle           |                 | 63°38′53″N 13°03′57″Ö / 63.64806°N 13.06583°Ö | Även stavat Böhle, är en by vid Kallsjöns nordöstra strand. Grannby är Beljom. |                                                                             |
| Digernäset     | i.u.            | 63°37′22″N 12°55′01″Ö / 63.62278°N 12.91694°Ö | Digernäset, även kallat Digernäs, är en by vid Kallsjöns västra strand. |                                                                             |
| Djupsjön       | i.u.            | 63°33′48″N 13°27′12″Ö / 63.56333°N 13.45333°Ö | Djupsjön är en by vid Djupsjöns norra strand, cirka 22 km norr om Järpen. |                                                                             |
| Drygsundsviken |                 |                                               | |                                                                             |
| Edet Bränna    |                 |                                               | Nuvarande Torröedet |                                                                             |
| Edevik         |                 |                                               | |                                                                             |
| Fäviken        | i.u.            | 63°26′07″N 13°17′32″Ö / 63.43528°N 13.29222°Ö | Fäviken även Feviken är en by vid Kallsjöns sydvästra strand, nära utloppet till Järpströmmen. 1994-2015 arrangerades här Fäviken Game Fair, en vildmarksmässa av brittisk modell som år 2007 lockade 30 000 besökare. |                                                                             |
| Gerde          |                 |                                               | |                                                                             |
| Granberg       |                 |                                               | Även Granbergsfallet |                                                                             |
| Grundsviken    |                 |                                               | |                                                                             |
| Gråsjön        |                 | 63°43′38″N 12°51′22″Ö / 63.72722°N 12.85611°Ö | Gråsjön är en numera övergiven fjällby vid sjön med samma namn. Sedan 1950-talet är byn övergiven och den är idag ett utflyktsmål. I närheten fanns ett skifferbrott och i byn finns bland annat tvåvåningsladugårdar med väggar uppförda i skiffer. På höjderna öster om sjön finns nyuppförda vindkraftverk.                                                                            |                                                                             |
| Gråvalen       |                 |                                               | |                                                                             |
| Gråviken       |                 |                                               | |                                                                             |
| Grönås lappby  |                 |                                               | Byn överförs till Kalls församling enl Kungl brev 1941-12-31 |                                                                             |
| Grötom         |                 | 63°29′56″N 13°10′04″Ö / 63.49889°N 13.16778°Ö | Grötom är en by vid södra Kallsjöns nordöstra strand. Namnet kommer från gryt som är ett äldre ord för sten. Det anses vara ett gammalt "hem-namn" där hem betyder samma sak som idag men med innebörden trakt. Ortens namn betyder alltså ungefär "Stenig trakt". Som andra namn av samma typ anses det härstamma från senast vikingatid.                                                |                                                                             |
| Gåndalen       | 0               | 63°59′02″N 12°44′16″Ö / 63.98389°N 12.73778°Ö | Har skrivits som Gånelfen/Gånelven/Gånälven. Är en gammal övergiven gård/by vid sjön Torröns nordvästra strand, alldeles intill norska gränsen och älven Gaunan (Gånälven). Byn uppfördes av svenska nybyggare 1646. |                                                                             |
| Hamborg        | i.u.            | 63°39′25″N 12°53′01″Ö / 63.65694°N 12.88361°Ö | Hamborg, även stavat Hamburg, är en gård/by vid Kallsjöns nordvästra strand, nära Sundsströmmens utlopp till sjön. |                                                                             |
| Harrå Kvarn    |                 |                                               | Härrå vid åns utlopp i Kallsjön |                                                                             |
| Hoberg         | i.u.            | 63°50′24″N 12°58′19″Ö / 63.84000°N 12.97194°Ö | Hoberg är en gård/by på näset mellan Hoviken och Vissviken i de sydvästra delarna av sjön Torrön. |                                                                             |
| Huså           | 59 (2002)       | 63°29′32″N 13°07′18″Ö / 63.49222°N 13.12167°Ö | Huså är en by på norra sidan av Åreskutan vid Kallsjön. Byn hade en storhetstid på 1700- och 1800-talen grundad på kopparbrytning vid närbelägna Bielkes gruva och Fröå gruva, och förädling av koppar vid Huså bruk. När byn var som störst hade den över 600 invånare och var Jämtlands största ort. Huså var påtänkt som Jämtlands stad men Östersund vid Storsjön valdes istället ut. |                                                                             |
| Hårdlund       |                 |                                               | |                                                                             |
| Kallgården     |                 |                                               | |                                                                             |

| Kallrör          |      | 63°33′27″N 13°01′31″Ö / 63.55750°N 13.02528°Ö | Kall-Rör, även bara Rör, är en by nedanför Tempelberget vid Kallsjöns östra strand. Grannbyar är Vassbyn och Berge.                                                                                      |               |
| Kallsedet        |      |                                               | |               |
| Kastviken        |      |                                               | |               |
| Kilen            |      |                                               | En gård mellan Sikås och Kjoland |               |
| Kjoland          |      |                                               | Benämns även Kjola och Westerkjoland |               |
| Kolåsen          | i.u. | 63°45′02″N 12°57′24″Ö / 63.75056°N 12.95667°Ö | Kolåsen, även stavat Kohlåsen, Kålåsen, är en by med kapell från 1847 vid Skäckerfjällen och sjön Äcklingens nordöstra strand. I byn ligger Kolåsens fjällstation. Externa länkar: http://www.kolåsen.se |               |
| Konäs            |      | 63°35′38″N 13°04′26″Ö / 63.59389°N 13.07389°Ö | Konäs är en by vid Kallsjöns östra strand. Byn ligger vid foten av fjället Suljätten som enligt sägnen är en gammal besegrad jätte i profil.                                                             |               |
| Krok             |      | 63°27′09″N 13°22′18″Ö / 63.45250°N 13.37167°Ö | Krok är en by vid den nordöstra stranden av Kallsjöns södra del, till byn kan även omkringliggande Ringsta och Dalen räknas. Grannby är Bratteggen.                                                      |               |
| Kyrkslätten      |      |                                               | | Idrottsgården |
| Kålåsböle        |      |                                               | |               |
| Kälen            | i.u. | 63°41′17″N 13°26′0″Ö / 63.68806°N 13.43333°Ö  | Kälen är en ensligt liggande gård/by vid Kälpannsjöns västra strand, cirka 34 km nordöst om Åre. |               |
| Lilläng/Skogsbyn |      |                                               | |               |
| Lillnäset        |      |                                               | |               |
| Löfsta           |      |                                               | |               |
| Malnäset         |      |                                               | |               |
| Melen            |      |                                               | |               |
| Mo               |      |                                               | | Mon           |
| Nedgård          |      |                                               | Även stavat Nedergård, Negård | Nedgård       |
| Nordbyn          |      |                                               | |               |
| Nästjärn         |      |                                               | |               |
| Ottsjö lappby    |      |                                               | Byn överförs till Kalls församling enl Kungl brev 1941-12-31 |               |
| Prestbordet      |      |                                               | Även Kyrkbyn |               |
| Rannomsböle      |      |                                               | Även Rannomen |               |
| Ringsta          |      |                                               | |               |
| Rislägden        |      |                                               | |               |
| Sandnäset        |      |                                               | Även som Esingen, Ässingen och Äsingen |               |
| Sandviken        | i.u. | 63°53′15″N 13°01′27″Ö / 63.88750°N 13.02417°Ö | Sandviken/Sösjö är en by strax nedanför Grönfjället vid den östra stranden av sjön Torrön. |               |
| Segerdalen       |      |                                               | Nu Sundet. Tidigare Sigerdalen och Sunne Även Fallet |               |
| Sellsved         |      | 63°28′10″N 13°17′08″Ö / 63.46944°N 13.28556°Ö | Sölvsved/Sölfsved är en by intill Kall vid den nordöstra stranden av Kallsjöns södra del. Från Sölvsved har ett härbre från 1589-1591 hämtats till museet Jamtli i Östersund.                            |               |
| Sikås            | i.u. | 63°31′04″N 13°02′23″Ö / 63.51778°N 13.03972°Ö | Sikås är en gård/by nedanför Åreskutan vid den sydvästra stranden av Kallsjön. |               |
| Skagen           |      |                                               | |               |
| Skogsbyn         |      |                                               | Pensionärshemmet |               |
| Slätte           |      | 63°38′02″N 13°06′21″Ö / 63.63389°N 13.10583°Ö | Slätte är en by vid stranden av Sulviken i den nordöstra delen av Kallsjön. Grannbyar är Böle och Sulviken.                                                                                              |               |
| Smedjeviken      | i.u. | 63°32′28″N 12°57′56″Ö / 63.54111°N 12.96556°Ö | Smedjeviken är en by nedanför Hästfjället vid den västra stranden av Kallsjön. I området finns flera fångstgropar.                                                                                       |               |
| Storhögen        |      |                                               | |               |
| Strådalen        |      |                                               | |               |
| Sulviken         |      | 63°37′02″N 13°10′39″Ö / 63.61722°N 13.17750°Ö | Sulviken är en by vid Sulvikens strand i den nordöstra delen av Kallsjön. |               |
| Sågen            | i.u. | 63°43′47″N 12°33′15″Ö / 63.72972°N 12.55417°Ö | Sågen/Anjesågen är en gård/by vid sjön Anjans norra strand intill Skäckerfjällen. |               |
| Tjerntorpet      | i.u. | 63°24′44″N 13°16′16″Ö / 63.41222°N 13.27111°Ö | Även Tjärntorpet är en gård som ligger intill ett antal småtjärnar cirka 9 km öst om Åre. |               |
| Tjernåsen        |      |                                               | Även Tjärnåsen |               |
| Tjourens lappby  |      |                                               | Byn överförs till Kalls församling enl Kungl brev 1941-12-31 |               |
| Trehörningsnäset |      |                                               | |               |
| Tullen           |      |                                               | |               |
| Tvärådalen       |      |                                               | |               |
| Uppmark          |      |                                               | |               |
| Vassnäs          |      | 63°34′12″N 13°01′07″Ö / 63.57000°N 13.01861°Ö | Även Hvassnäs är en by vid Kallsjöns östra strand. Grannbyar är Kallrör och Konäs. |               |
| Westgård         |      |                                               | |               |
| Västavik         |      |                                               | |               |
| Ytteräng         |      |                                               | |               |
| Åbränna          | i.u. | 63°49′13″N 13°06′29″Ö / 63.82028°N 13.10806°Ö | Åbränna är en by vid sjön Torröns östra strand intill Sösjöfjällen. |               |
| Åkroken          | i.u. | i.u.                                          | Byn ligger längs vägen mellan Frankrike i Offerdals socken och Ytteräng. Åkroken präglas av den sydsamiska kulturen och ligger inom Njaarke sameby (Sösjö sameby).                                       |               |
| Äcklingsedet     |      |                                               | |               |
| Äng              |      |                                               | Även Eng Öfveräng resp Överäng |               |

## Fornlämningar

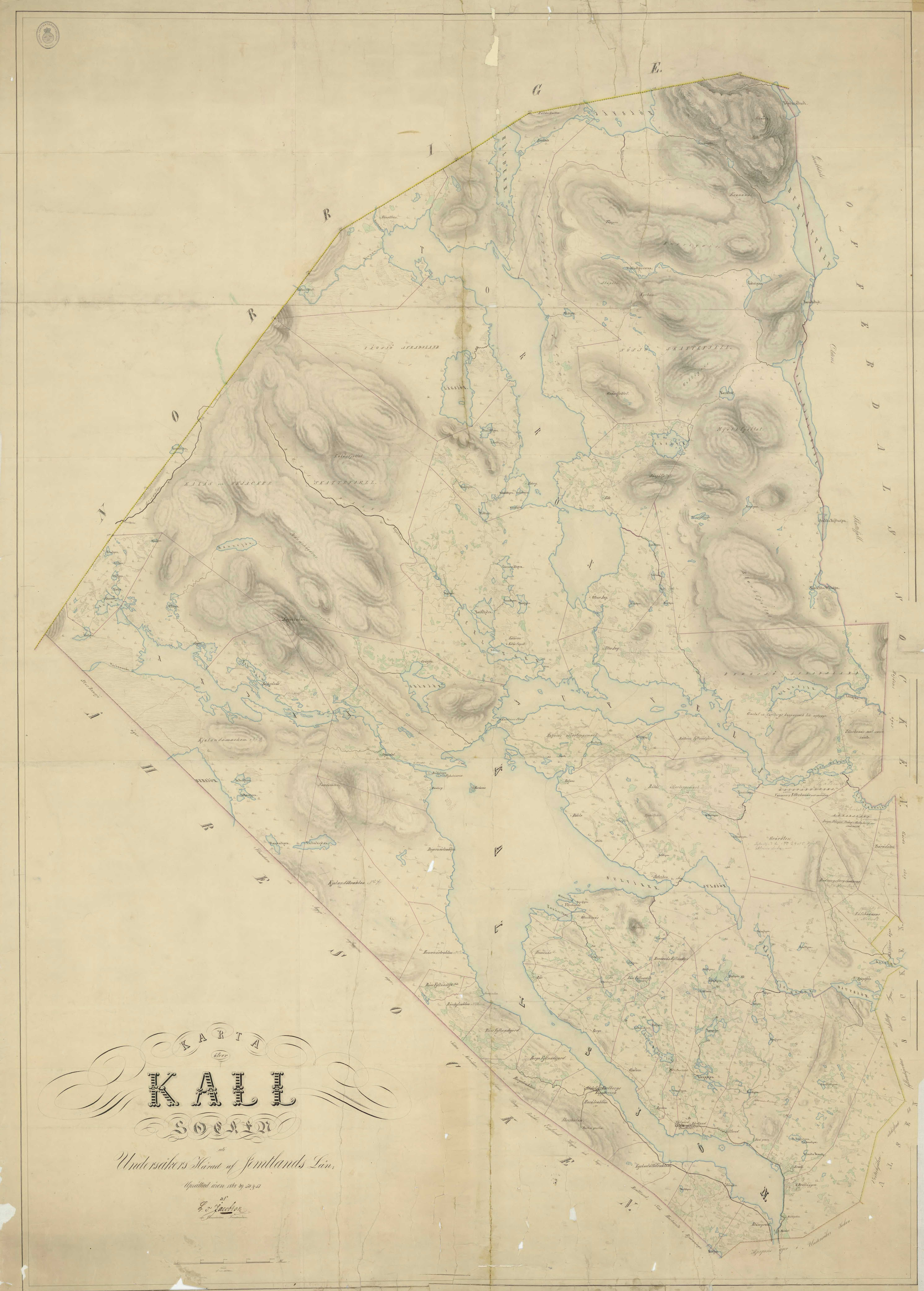
Karta från 1848 över Kalls socken.

Inom Kalls socken har man funnit cirka 65 fornlämningar. De härstammar från fångstkultur en i området under stenåldern och framåt. Stenåldern märks genom förekomsten av boplatser. Hällmålningar finns vid Hästskotjärn och vid Juvuln finns ett mindre gravfält. Förutom detta finns omkring 200 fångstgropar inom socknen, som även är starkt präglad av samisk bosättning genom tiderna. Norra och nordöstra delen av socknen ligger inom Njaarke sameby. Den nordvästra delen ligger inom Kalls sameby. Från nyare tid finns några ödegårdar. Vid Huså finns lämningar av gruvor samt bruksindustri. I socknen finns vid Kallströmmens utlopp ur sjön Juvuln lämningar av Kallströms skans, som uppfördes 1659 på uppdrag av guvernören Claes Stiernskiöld och åter befästes 1700 och 1710, men under frihetstiden lämnades att förfalla

## Kallbygden
1991 startade de sex byalagen runt Kallsjön Kallbygdens Intresseförening, för att driva lokala utvecklingsfrågor. Byalagen är Huså byalag, Kalls Södra byalag, Kallrör-Vassnäs byalag, Konäs byalag, Sölvsved-Kall-Backs byalag och Västra Kalls byalag Alla byalagen hör till Kalls socken.

## Namnet
Namnet (1344 Karl) innehåller karl, 'man' syftande på Åreskutan, vid vars norra sluttning huvudbygden i socknen är belägen.

## Befolkningsutveckling
| Befolkningsutvecklingen i Kalls socken 1750–1990                                                         | Befolkningsutvecklingen i Kalls socken 1750–1990 | Befolkningsutvecklingen i Kalls socken 1750–1990 | Befolkningsutvecklingen i Kalls socken 1750–1990 | Befolkningsutvecklingen i Kalls socken 1750–1990 |
| --- | ------------------------------------------------ | ------------------------------------------------ | ------------------------------------------------ | ------------------------------------------------ |
| |                                                  |                                                  |                                                  |                                                  |
| År |                                                  |                                                  | Folkmängd                                        |                                                  |
| 1750 | 1750                                             |                                                  | 567                                              |                                                  |
| 1760 | 1760                                             |                                                  | 579                                              |                                                  |
| 1769 | 1769                                             |                                                  | 746                                              |                                                  |
| 1780 | 1780                                             |                                                  | 820                                              |                                                  |
| 1790 | 1790                                             |                                                  | 899                                              |                                                  |
| 1800 | 1800                                             |                                                  | 869                                              |                                                  |
| 1810 | 1810                                             |                                                  | 1 005                                            |                                                  |
| 1820 | 1820                                             |                                                  | 1 115                                            |                                                  |
| 1830 | 1830                                             |                                                  | 1 249                                            |                                                  |
| 1840 | 1840                                             |                                                  | 1 477                                            |                                                  |
| 1850 | 1850                                             |                                                  | 1 799                                            |                                                  |
| 1860 | 1860                                             |                                                  | 2 006                                            |                                                  |
| 1870 | 1870                                             |                                                  | 2 077                                            |                                                  |
| 1880 | 1880                                             |                                                  | 2 129                                            |                                                  |
| 1890 | 1890                                             |                                                  | 2 107                                            |                                                  |
| 1900 | 1900                                             |                                                  | 2 227                                            |                                                  |
| 1910 | 1910                                             |                                                  | 1 810                                            |                                                  |
| 1920 | 1920                                             |                                                  | 1 700                                            |                                                  |
| 1930 | 1930                                             |                                                  | 1 656                                            |                                                  |
| 1940 | 1940                                             |                                                  | 1 655                                            |                                                  |
| 1950 | 1950                                             |                                                  | 1 441                                            |                                                  |
| 1960 | 1960                                             |                                                  | 1 280                                            |                                                  |
| 1970 | 1970                                             |                                                  | 968                                              |                                                  |
| 1980 | 1980                                             |                                                  | 772                                              |                                                  |
| 1990 | 1990                                             |                                                  | 727                                              |                                                  |
| Anm: Källor: Umeå universitet - Tabellverket 1749-1859, Demografiska databasen, CEDAR, Umeå universitet. |                                                  |                                                  |                                                  |                                                  |